# Жанатурмиський сільський округ (Шиєлійський район)
Жанатурми́ський сільський округ (каз. Жаңатұрмыс ауылдық округі, рос. Жанатурмысский сельский округ) — адміністративна одиниця у складі Шиєлійського району Кизилординської області Казахстану. Адміністративний центр та єдиний населений пункт — село Байсин.
Населення — 1096 осіб (2021; 875 у 2009, 846 у 1999, 547 у 1989).
Станом на 1989 рік існувала Іркольська сільська рада (села Жанатурмис, Жахаєва). Пізніше село Жанатурмис (нині Байсин) утворило окремий Жанатурмиський сільський округ.